# Üst

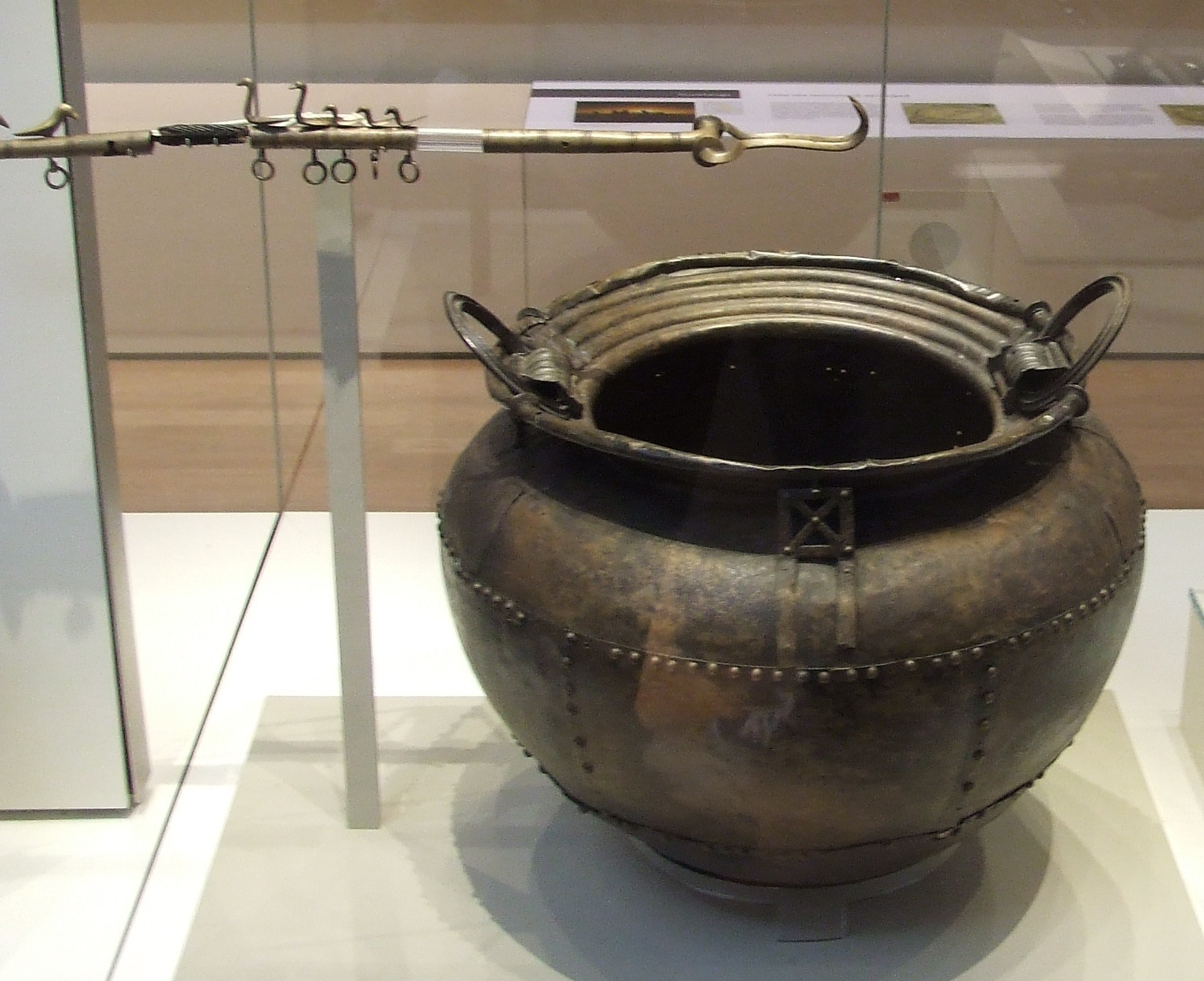
Bronzkori üst

Az üst az egyik legrégebbi szabadtűzi főzőedényünk, ami többféle változatban létezik. Eredetileg cserépből, később fémből készítették.

## Története
Az üst számos mitológiai történet kelléke. Dagda kelta istenség egyik jellegzetes tárgya, amely mellől soha senki nem távozott éhesen. A leprechaunok is üstbe rejtik az aranyukat a szivárvány lábához, Shakespeare Macbethje után pedig minden boszorkányábrázolás kötelező kelléke volt a fortyogó üst, általában a klasszikus, háromlábú változat.
A kifejezés eredetileg a latin caldarium szóból ered, amely forró fürdőt jelentett, és frank közvetítéssel chauldron néven került az angol nyelvbe, ahol a 13. századból maradtak feljegyzések a szóról.

### Magyarországon
A cserép üst a honfoglaló magyarokkal került a Kárpát-medencébe, mely a 10-13. századi magyar fazekasság legjellemzőbb edénye. A készítés hagyományai a kazár kaganátushoz tartozó Don-vidéki szaltovo-majaki műveltség területéről származtathatóak.
A fémművességgel is itt ismerkedhettek meg mélyebben őseink, amiről a magyar nyelv kaukázusi jövevényszavai – réz, vas – tanúskodnak.
Az évszázadok során anyagát és alakját tekintve is több változáson ment keresztül az üst. Ebből alakult ki a hazánkban is népszerű bogrács.

## Jellemzői
- Különböző űrtartalmú és alakú üstök léteznek. A fémből készült üstök falvastagsága 1–3 mm között változik. Az öntöttvas és zománcozott kivitelűek, ennél nagyobb falvastagságúak.
- Magyarországon napjainkban elterjedt változatnak, felfelé szélesedő szája és két füle van, alja enyhén ívelt.

## Főzés üstben
Az üstben történő főzéshez elengedhetetlen kellék a tűz. Régebben katlant, építettek a tűzfészek számára, agyagból, vályogból, ami egyben szilárdan tartotta az edényt is. Manapság elterjedtebb az acélból készült üstház használata.

### Lekvárfőzés
A szatmár-beregi régióban a szilvalekvárt rőzsetüzelésű rézüstökben, állandó keverés mellett, 10-20 órán át főzik, hogy az eredmény utánozhatatlan ízű és illatú legyen. A gyümölcsből egy kisebb mennyiséget kézzel szétnyomkodnak, hogy levet eresszen, ezzel gátolják meg, hogy a készülő lekvár odaégjen az üst aljára. Amikor felforrt, fokozatosan hozzáadják a többi szilvát, s közben folyamatosan kavargatják. Ciberézés után, sűrítik, öregítik a lekvárt.

### Szeszfőzés
Az égetett szeszek előállításának, azaz a szeszfőzésnek a legrégebbi módszere a kisüsti lepárlás, melynek során az erjesztett alapanyagot üstben főzik, majd az így keletkező, alkoholban gazdag gőzt elvezetik és cseppfolyósítják. A szeszfőző üstök vörösrézből vagy saválló acélból készülnek. A szilárd alapanyagok (például szőlőtörköly vagy gyümölcscefre) lepárlásához gyakran duplafalú vagy duplafenekű üstöket készítenek, melyek tartalma az odaégés veszélye nélkül, vízköpenyen keresztül melegíthető. A kisüsti lepárlókészüléknek a főzőüst mellett elengedhetetlen tartozéka a (jellemzően vörösréz) sisak, az ebből kiinduló páracső és valamilyen párahűtő is, de gyakran egyéb elemekkel is kiegészül.